# Zbędowice
Zbędowice – wieś w Polsce położona w województwie lubelskim, w powiecie puławskim, w gminie Kazimierz Dolny. Wieś znajduje się w granicach Kazimierskiego Parku Krajobrazowego. 
W latach 1975–1998 miejscowość należała administracyjnie do ówczesnego województwa lubelskiego.
Wieś stanowi sołectwo gminy Kazimierz Dolny. Według Narodowego Spisu Powszechnego z roku 2011 wieś liczyła 270 mieszkańców.

## Historia
Wieś szlachecka położona była w drugiej połowie XVI wieku w powiecie lubelskim województwa lubelskiego. 
Wieś wraz z folwarkiem wchodziła w 1662 roku w skład majętności końskowolskiej Łukasza Opalińskiego. 
Według Słownika Geograficznego Królestwa Polskiego (tom XIV, 1895) była to wieś i folwark w powiecie nowoaleksandryjskim, gminie Nowa Aleksandrya, parafii Kazimierz. W 1827 roku było tu 20 domów i 101 mieszkańców. 

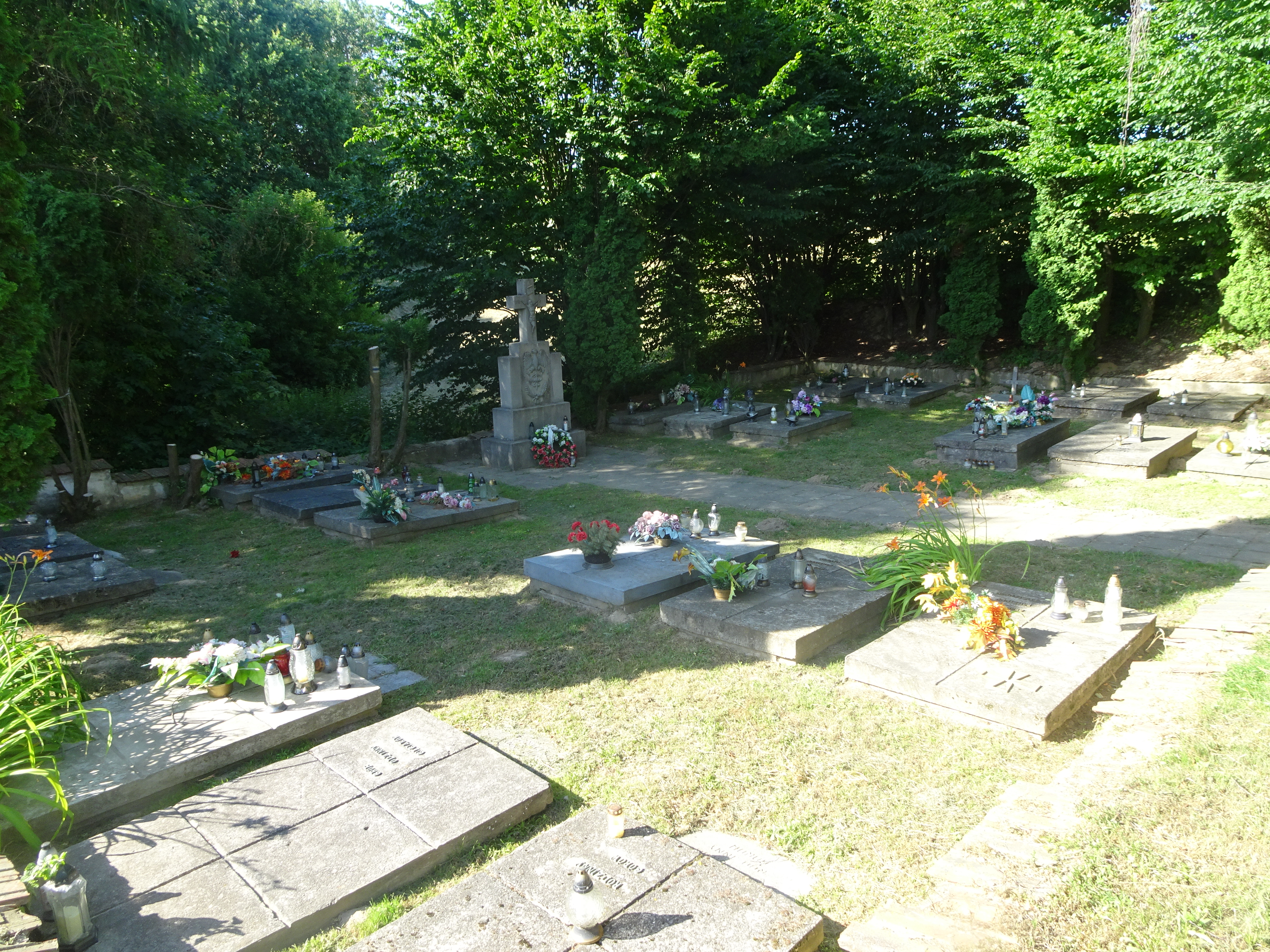
Cmentarz ofiar pacyfikacji z 1942 roku

22 listopada 1942 r. Niemcy spacyfikowali miejscowość, mordując 84 osoby za pomoc udzielaną partyzantom.